# 빌리 브란트 하우스

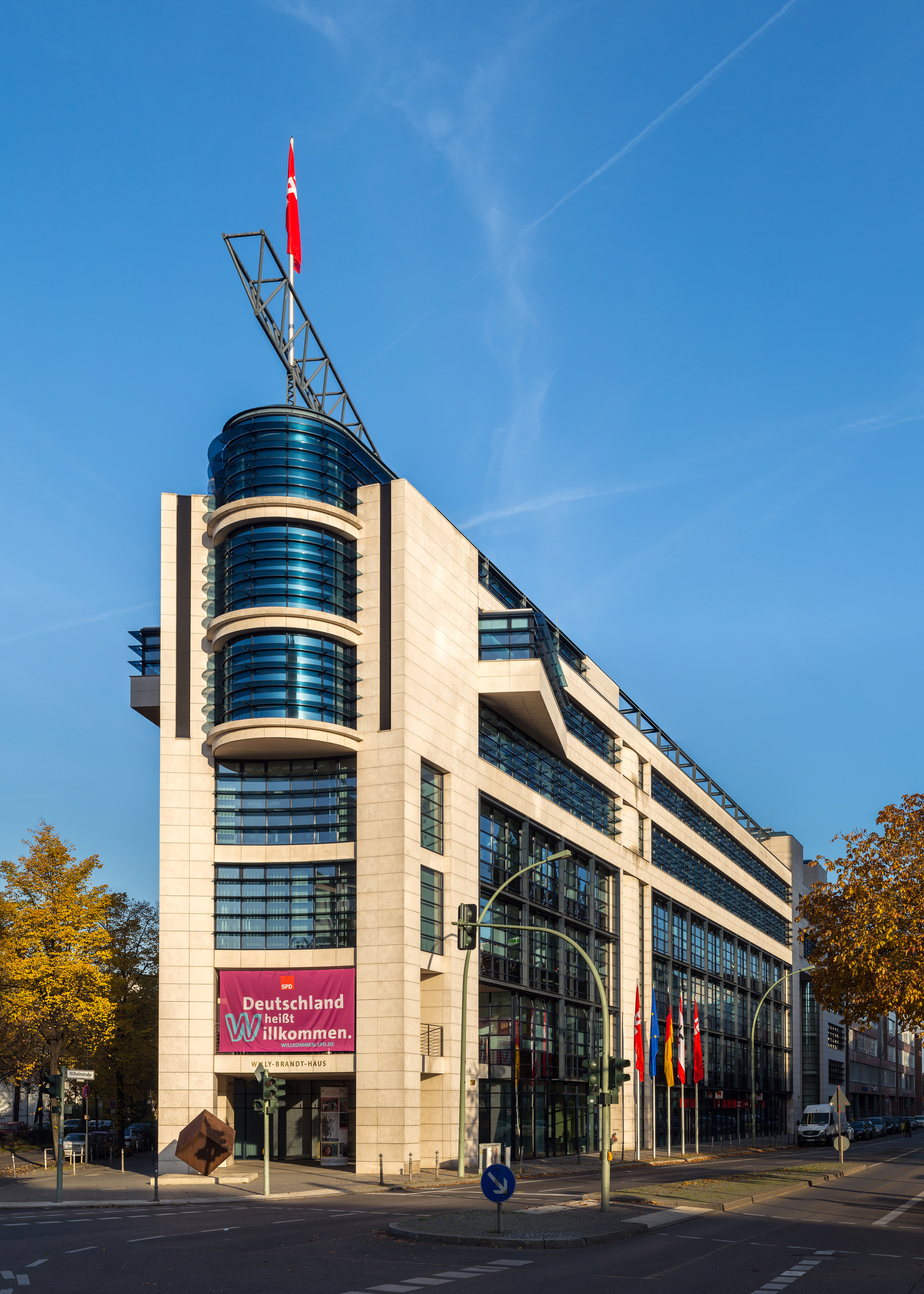
란트베어 운하 방면에서 바라본 건물, 2015년 10월

빌리 브란트 하우스(Willy-Brandt-Haus)는 1999년부터 사용한 독일 사회민주당(SPD)의 중앙당사이며 베를린 크로이츠베르크에 있다. 메링 광장(Mehringplatz) 근처에 있는 Wilhelmstraße 140, Stresemannstraße 28의 교차점에 있다. 1957년부터 1966년까지 서베를린 시장이었고, 1964년부터 1987년까지 사민당 당대표, 1969년부터 1974년까지 독일의 총리를 역임한 빌리 브란트의 이름을 따서 명명되었다. 건물 기공식은 1993년에 열렸다.

## 건설 배경

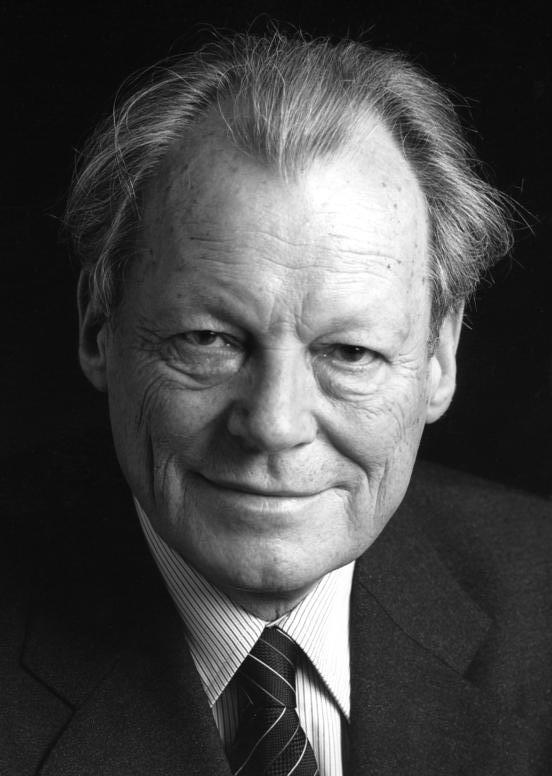
1980년 빌리 브란트

1991년 독일의 재통일 이후 독일 연방의회와 독일 연방내각의 상당 부분을 베를린으로 이전하기로 결정했다. 이에 따라서 독일 사민당은 본의 에리히 올렌하워 하우스에 있었던 중앙당사를 가능한 한 빠르게 베를린으로 이전하려고 했다. 베를린에서의 이전 후보지로 사민당의 역사적인 장소였던 크로이츠베르크 Lindenstraße 3, Lindenhof 근처를 물색했다. 이 위치에는 1914년부터 사민당의 당 지도부, 당 학교, 당 소재 기업이 입주해 있었으며, 1933년 나치가 권력을 장악하면서 돌격대가 점거했다. 그 후 나치 정권이 건물을 압류했고 제2차 세계 대전 당시에 상당 부분이 파괴되어 1962년에 철거되었다.

## 건물
사민당 지도부는 새로운 중앙당사 건립을 위해서 1992년에 부자 3225 m²를 매입했다. 1984/1987년 국제건축박람회에 당시 건축가 헬게 보핑거(Helge Bofinger)는 주상복합 건물을 제출하여 입상했지만 해당 설계안이 건축되지는 않았다. 당시 의도는 빈 땅과 2차 대전 이후 무계획적으로 개발된 프리드리히슈타트 남부 지역의 랜드마크로 사용하는 것이었다. 새로운 건축주는 보핑거의 설계안을 대폭 반영했으며, 필요한 부분에서 건축안을 변경했고 불과 2년만에 완공될 수 있었다. 1996년 5월 10일 오랜 기간 당 대표를 지냈던 빌리 브란트의 이름으로 명명식 및 완공식이 진행되었다. 중앙당은 이 건물에 공식적으로 1999년 7월 25일에 입주했다.
베를린 시의회에서 주변 환경에 맞출 것을 요구하여 총 7층 규모에 고도는 22 m로 건설되었다. 1920년대 내지 1930년대 초기의 건축 양식과 비슷한 근대 건축으로 건설되었다. 외장으로는 유리, 밝은 석회석 및 푸른색 금속을 사용했다. 에너지 사용량을 줄일 수 있도록 옥상 일부에는 식물이 조성되어 있으며, 300 m² 규모의 태양 전지판이 설치되어 있다. Stresemannstraße와 Wilhelmstraße를 잇는 통로는 건물 한 층 높이 유리로 구성된 아트리움으로 건설되었고, 그 위로는 건물의 다양한 곳을 연결하는 계단과 통유리 엘리베이터가 설치되어 있다. 빌리 브란트 하우스는 개방형 건물로 설계되었고, 이에 따라서 미술 전시회 등의 문화 공간으로 사용할 수 있는 구역이 설치되어 있다. 건물 1층에는 상점과 식당이 있다. 건물 6층에는 당 지도부 사무실이 있고, 건물 7층은 반원형 유리로 둘러 싸인 최고 위원회 회의실이 설치되어 있다. 매년 방문객은 60,000명 이상이다.

## 조각품

빌리 브란트 기념비

건물 아트리움에는 실물보다 크게 제작된 빌리 브란트 청동상이다. 화가이자 조각가인 라이너 페팅(Rainer Fetting)이 제작했고, 높이 3.40미터, 중량 500 kg 이상이다. 청동상은 기념 사진의 소재로 자주 사용된다. 기자회견 등 공식적인 행사에도 해당 동상이 자주 등장한다. 한편 게르하르트 리히터는 2005년 데어 슈피겔 기고에서 동상을 비판했다. 그는 "동상이 좀비 같아 보인다. 그러나 당원들은 이 동상에 대해서 아무 말도 하지 않으며 빌리 브란트를 기리는 현대 예술로 간주한다"라고 밝혔다.
한편 라이너 페팅은 스톡홀름 소재 빌리 브란트 공원에 전시할 목적으로 이 동상의 작은 복제품을 제작했다.

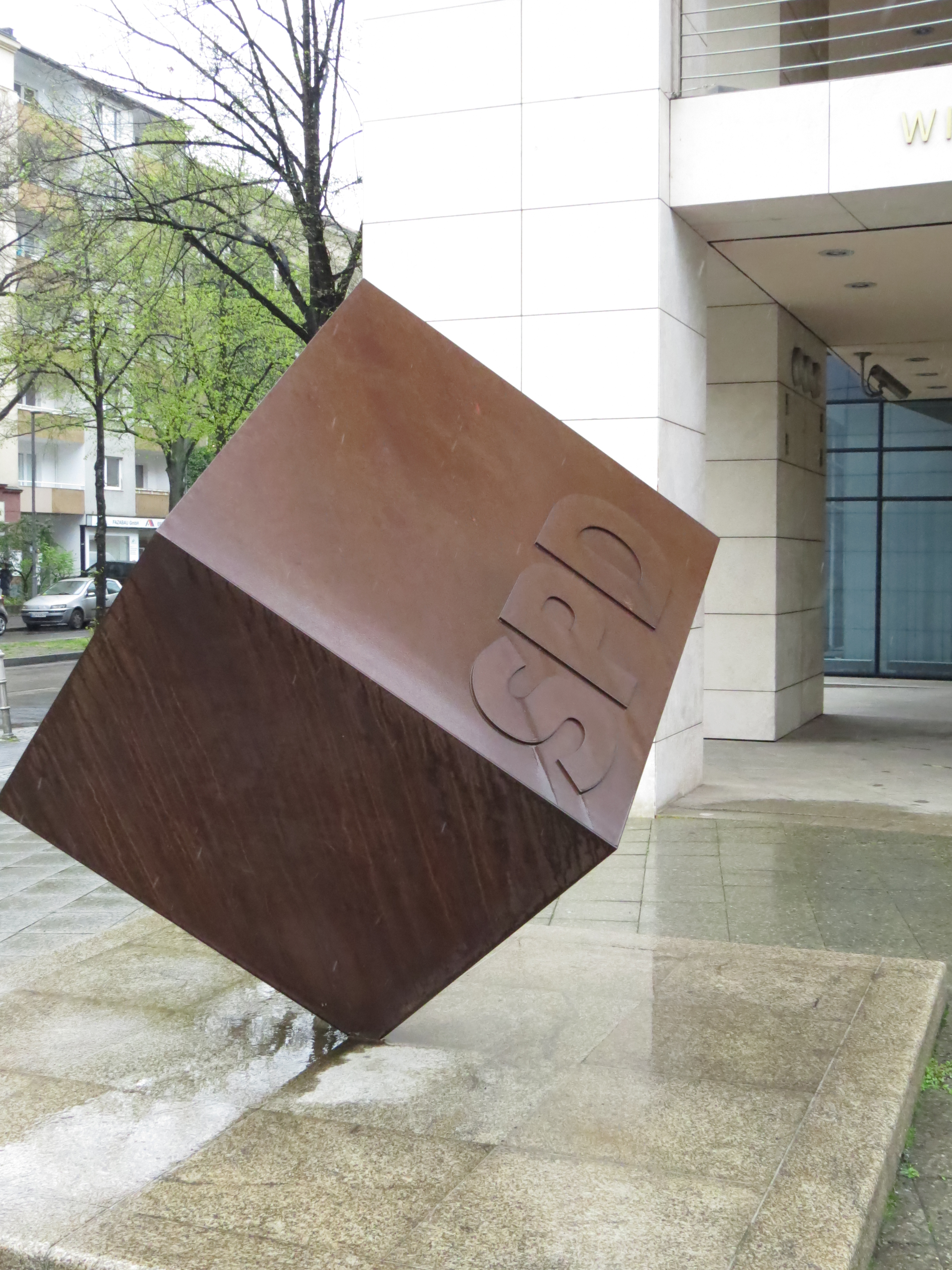
SPD 주사위 로고

당의 의뢰로 2011년에 정문 앞 보도에 'S', 'P', 'D' 글자가 새겨진 내후성강판 재질 주사위가 설치되었다. 설계는 Bofinger und Partner에서 담당했으며 베를린 소재 기업인 Fittkau Metallbau und Kunstschmiede에서 제작되었다. 공공 장소의 반사 벽면 앞에 설치해서 거울을 뒤집은 모습을 연출한다.

## 참고 문헌
- Michael Ruetz: Das Willy-Brandt-Haus. Steidl Verlag, Göttingen 1996, ISBN 3-88243-448-1.